# Pasteur d'Hermas
Pour les articles homonymes, voir Hermas (homonymie).

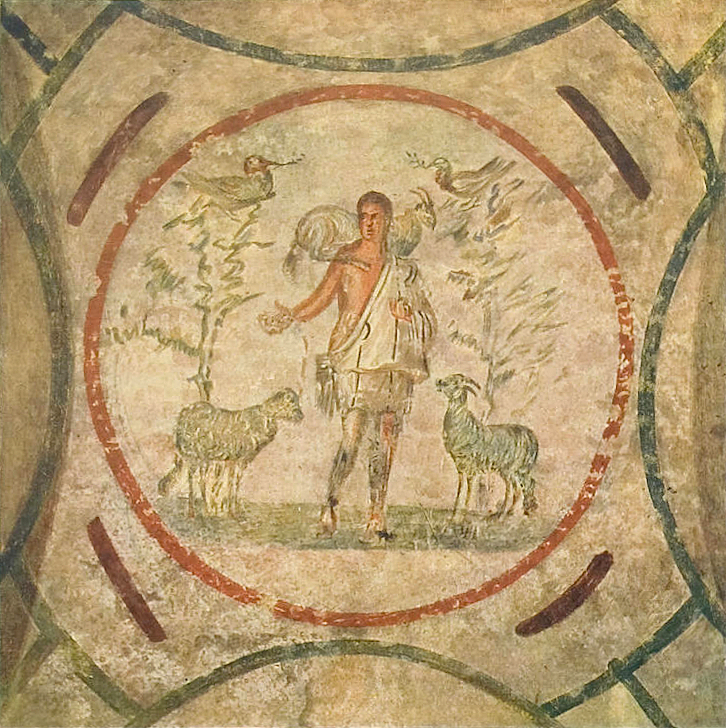
Le bon Pasteur, centre du plafond la "Velatio", seconde moitié du IIIe siècle, Catacombe de Priscille, Rome.

Le Pasteur d'Hermas est une œuvre chrétienne de langue grecque datée du début du IIe siècle. Considérée d'abord comme canonique, notamment par Irénée de Lyon ou Clément d'Alexandrie, elle n'a finalement pas été retenue pour figurer parmi les textes du Nouveau Testament, lorsque la définition de son corpus est devenue définitive.

## Description
Le Pasteur d'Hermas est une œuvre chrétienne du IIe siècle. Bien que ne faisant pas partie du canon néo-testamentaire, il est recommandé à la lecture. Le Pasteur jouit d'une certaine autorité durant les IIe et IIIe siècles. Tertullien et Irénée de Lyon le citent comme « Écriture » – ce qui n'implique pas forcément sa « canonicité » concrète. Dans le Codex Sinaiticus, il est annexé au Nouveau Testament, et il est repris dans le catalogue stichométrique du Codex Claromontanus entre les Actes des Apôtres et les Actes de Paul. À l'origine écrit à Rome, en grec, une traduction latine – dont l'auteur est peut-être Hermas lui-même – fait très rapidement son apparition. Seule cette dernière version nous est parvenue complète.

## Auteur et datation
C’est dans le langage et le message théologique de l’œuvre que l’on peut déterminer le moment et le lieu où elle fut écrite. La référence à Clément Ier, l'évêque de Rome, situerait les deux premières visions entre 88 et 97. Mais dans l’Épître aux Romains (16:14), Paul salue les chrétiens de Rome dont un certain Hermas. Certains critiques estiment donc, comme l'avait déjà suggéré Origène, qu'il s'agit de l'auteur du Pasteur. Cependant la critique textuelle, la nature de la théologie et la similitude avec les textes johanniques dont l’Apocalypse nous orientent plutôt vers le IIe siècle apr. J.-C.
Trois anciens témoignages, l’un se voulant contemporain, déclarent qu’Hermas n’était autre que le frère du pape Pie Ier, dont le pontificat s'étendit plus ou moins entre l'an 140 et 155 de l'ère chrétienne. Cela correspond à la datation proposée par J.B. Lightfoot (en) en 1891. Voici ces témoignages :
- Le Fragment de Muratori est une compilation écrite vers 170 apr. J.-C. qui constitue le tout premier canon du Nouveau Testament. Il identifie Hermas, l’auteur du Pasteur, comme le frère de Pie Ier, évêque de Rome: « Quant à Hermas, il rédigea le Pasteur très récemment, à notre époque, dans la ville de Rome, alors que l’évêque Pie, son frère, occupait le siège de l’Église de la cité de Rome. Et par conséquent on devrait en effet le lire ; mais il ne peut être lu publiquement à l’église car il ne fait partie ni des Prophètes, dont le nombre est complet, ni des Apôtres car il leur est postérieur. »

- Le Catalogue Libérien des papes, document utilisé ultérieurement pour la composition du Liber Pontificalis, déclare dans une partie qui date de 235 : « Sous l’épiscopat de Pie, son frère Ermes a écrit un livre dans lequel sont contenus les préceptes que lui a délivrés l’ange, lui apparaissant tel un pasteur. »

- Le poème du Pseudo-Tertullien contre Marcion datant du IIIe ou IVe siècle. « Alors, après lui, Pie, dont le frère selon la chair était Hermas, le pasteur angélique, parce qu’il déclama les mots qui lui furent donnés par l’ange. »

Ces trois autorités citent peut-être la même source, en l’occurrence Hégésippe, dont l’ouvrage perdu Histoire de l’Église fut utilisé par Eusèbe de Césarée pour élaborer son Histoire ecclésiastique. Comme le Pseudo-Tertullien note quelques détails de cette liste qui sont absents du Catalogue Libérien, il semblerait qu'il soit indépendant du Pseudo-Tertullien. L'affirmation voulant qu'Hermas écrivit durant le pontificat de son frère s'explique probablement par le fait que son nom soit repris à côté de Pie Ier dans la liste des papes. Sans doute était-il le frère aîné du pontife qui était lui-même un vieil homme en 140. Il n’est pas impossible qu’Hermas eût été trentenaire à la mort de Clément, période où il reçut les deux premières visions.

## Contenu
Le livre se compose de cinq visions, douze préceptes (ou commandements) et dix similitudes (ou paraboles). Le ton est directement donné par l’utilisation de la première personne du singulier : « Il (mon maître) m'avait vendu à une certaine Rhodè à Rome. Bien des années après, je la revis et me mis à l'aimer comme une sœur. » Alors que le narrateur se dirigeait vers Cumes, il fut « saisi par l'esprit » et eut une vision de son ancienne maîtresse (probablement décédée). Elle lui expliqua avoir été transportée au Ciel pour dénoncer ses péchés car il avait eu à son égard des pensées indignes (mais furtives) alors qu’il était marié. Afin d’obtenir le pardon de Dieu pour lui et sa maison, il se mit à prier. Il est consolé par une vision de l’Église sous la forme d’une femme « en habits éclatants » mais âgée, chétive et impuissante face aux péchés des fidèles. Elle lui demande de faire pénitence et de corriger les péchés de ses propres enfants. Au fur et à mesure des repentances la vision de la femme change. Dans un premier temps elle rajeunit mais garde rides et cheveux blancs ; ensuite elle semble encore plus jeune bien que ses cheveux restent blancs ; et prend finalement l’apparence d’une jeune mariée.
Ce langage allégorique continue tout au long de l’œuvre. Dans la seconde vision elle donne un livre au narrateur afin qu’il le recopie et, le travail accompli, lui arrache des mains. La cinquième vision, ayant lieu vingt jours après la précédente, introduit « l’Ange de la repentance » sous l’apparence d’un pasteur, d’où l’œuvre tire son nom. Il délivre à Hermas un ensemble de préceptes qui représentent un développement intéressant sur la morale des premières communautés chrétiennes. Un point mérite une attention particulière : l’affirmation selon laquelle un mari trompé par sa femme doit la reprendre si elle se repent. Le onzième commandement concerne l’humilité et traite spécialement des faux prophètes qui souhaitent occuper les premiers rangs. Certains y ont vu une référence à Marcion qui vint à Rome en 140 apr. J.-C. et désirait être admis parmi les prêtres (voire devenir évêque de Rome).
Après les préceptes viennent les dix similitudes (ou paraboles), sous la forme de visions expliquées par l’Ange. La plus longue (sim. 9) est une parabole qui raconte la construction d’une tour dont avait déjà parlé la troisième. La tour représente l’Église et ses pierres, les fidèles. Mais dans cette troisième vision seuls les saints semblent constituer l’Église, alors que dans la neuvième similitude on inclut clairement tous les baptisés. Cependant ces derniers doivent rester vigilants, demander le pardon pour leurs péchés faute de quoi ils pourraient en être exclus !
Comme dans la plupart des premiers textes chrétiens, le Pasteur d’Hermas a une consonance très optimiste et pleine d’espoir malgré la gravité des sujets dont il traite.

## Sources
Indirectement, le Pasteur cite de façon régulière l'Ancien Testament. D'après Henry Barclay Swete (en), Hermas ne cite jamais la Septante, mais utilise une traduction de Daniel proche de celle qu'en fit Théodotion. Il utilise au moins l'un des synoptiques (et pourquoi pas les trois ?) et l'Évangile de Jean. On trouve des références à certaines épîtres, dont celle aux Éphésiens, aux Hébreux et la Première épître de Pierre. Cependant, l'Épître de Jacques et l'Apocalypse sont les livres qu'il utilise le plus souvent.

## La tradition manuscrite
Le texte grec que nous connaissons s'appuie principalement sur trois manuscrits, qui en contiennent chacun une partie seulement :
- Athensis, manuscrit du mont Athos datant du XIVe ou du XVe siècles, découvert en 1855 par Constantin Simonidès au couvent de Saint-Grégoire[6].
- Le Codex Sinaiticus, manuscrit du IVe siècle découvert par Constantin von Tischendorf en 1859 au monastère du Sinaï et conservé au British Museum (après avoir été à Saint-Pétersbourg).
- Papyrus de Théadelphie[7] (papyrus 129 de l'université du Michigan) : ensemble de fragments provenant d'un codex datable probablement de la seconde moitié du IIIe siècle.

À côté de ces trois manuscrits, on possède de nombreux fragments, en général sur papyrus, datant du IIIe au VIe siècle. Leur publication n'a pas été antérieure aux découvertes de l’Athensis et du Sinaiticus, de sorte que jusqu'à la seconde moitié du XIXe siècle on ne connaissait pas le texte grec du Pasteur, à l'exception de quelques citations chez des auteurs comme Irénée de Lyon, Clément d'Alexandrie, Origène ou Athanase d'Alexandrie ou d'emprunts tacites (Pseudo-Athanase).
Mais le Pasteur avait été traduit en diverses langues :
- Versions latines. On distingue deux versions :
  - la Vulgate, qui paraît remonter à la fin du IIe siècle. C'est sur elle que repose la première édition imprimée due à Jacques Lefèvre d'Étaples (Paris, 1513). Elle est connue aujourd'hui par de nombreux manuscrits.
  - la Palatine, datant du IVe ou du Ve siècles. Elle a été publiée en 1857 par A. R. Dressel à partir du Codex Palatinus latinus 150[8].
- Version éthiopienne[9] : découverte par Antoine d'Abbadie en 1847 au monastère de Guindaguinde[10] et publiée en 1860. C'est une version très complète remontant peut-être au VIe siècle, mais conservée dans un manuscrit plus récent.
- Versions coptes : fragments publiés au XXe siècle seulement.
- Version en moyen-perse (pehlevi) : les restes correspondent à une partie de la neuvième Parabole.

## La place duPasteurdans la littérature chrétienne
Les commentaires de Tertullien et de Clément d'Alexandrie offrent un éclairage intéressant sur la controverse et la résistance que suscitait Le Pasteur parmi les auditeurs de l'époque. Tertullien sous-entend que le pape Calixte Ier présentait l'œuvre comme faisant autorité (alors que manifestement ce n'était pas un des livres de la Bible), il répondit ainsi : « J'aurais admis votre argumentation si la rédaction du Pasteur avait mérité d'être incluse dans le Divin Instrument et si le conseil des Églises, vos propres Églises y comprises, n'avait pas jugé ce texte comme « apocryphe » et faux. » Il répondit encore que l'Épître de Barnabé présentait plus de crédibilité auprès des Églises que le « Pasteur apocryphe ». (De Pudicitia, 10 et 20). Quant à Clément d'Alexandrie, il ne manquait pas une occasion de citer cette œuvre pour son utilité et son inspiration mais se désolait souvent du mépris qu'elle provoquait au sein du peuple. N'oublions pas les deux importantes controverses qui divisaient les communautés chrétiennes de Rome au milieu du siècle. La première était le montanisme (appelé également : « hérésie chez les Phrygiens »). Montanus prédisait l'imminent retour du Christ grâce à des prophéties reçues lors d'états de transes ou d'extases. La similitude entre ces pratiques et les révélations décrites dans le Pasteur auraient pu donner du poids à ce courant. L'autre était le docétisme qui enseignait que le corps de Jésus-Christ n'était qu'apparence, privilégiant ainsi sa nature divine plutôt qu'humaine.
Saint Cyprien ne fait jamais référence au Pasteur, ce qui semble indiquer que la communauté chrétienne d'Afrique, au début du IIIe siècle, ignorait ou n'utilisait pas le livre d'Hermas. Un peu plus tard l'auteur du traité De Aleatoribus (Pseudo-Cyprien) le qualifiera de « Scriptura Divina », bien que pratiquement inconnu des Latins du temps de saint Jérôme. En Orient, où le livre est curieusement passé de mode, il n'existe plus que deux manuscrits incomplets en grec, alors que les copistes du Moyen Âge l'ont répandu en Occident.

### Éditions modernes
- Hermas, Le Pasteur, Les éditions du Cerf, 1976, 442 p. (ISBN 978-2-2040-2505-8).
- Le Pasteur, par Hermas; introduction, texte critique, traduction et notes par Robert Joly, professeur aux universités de Mons et Bruxelles; réimpression de la deuxième édition; Paris, Cerf, coll. Sources chrétiennes, 1997.
- Philippe Henne, Le Pasteur d'Hermas, Les éditions du Cerf, 2011, 125 p. (ISBN 978-2-2040-9161-9).
- Christian Tornau et Paolo Cecconi (trad. Le berger d'Hermas en latin : édition critique de la plus ancienne traduction de la Vulgate), The Shepherd of Hermas in Latin : Critical Edition of the Oldest Translation Vulgata, De Gruyter, 2014, 142 p. (ISBN 978-3-1103-4020-4).
- Antoine Eugène Genoud, Épître de Barnabé, Le pasteur d'Hermas, Seconde épître aux corinthiens : Récits anonymes apostoliques, Independently published, 2020, 83 p. (ISBN 979-8-6117-3706-4).

### Études
- Stanislas Giet, Hermas et les Pasteurs. Les Trois Auteurs du Pasteur d'Hermas, Paris, PUF, 1963.
- (en) France Quéré, Les Pères apostoliques : Écrits de la primitive Église, Points, 1980, 256 p. (ISBN 978-2-0200-5512-3).
- Franciszek Szulc, Le Fils de Dieu pour les judéo-chrétiens : dans « Le Pasteur » d'Hermas, Les éditions du Cerf, 2011, 281 p. (ISBN 978-2-2040-9215-9).
- [PDF] « L'époque des premiers Pères ou Pères apostoliques (P.A.) », abbaye de Timadeuc, 2020